# Alltheniko
Alltheniko – włoski zespół powermetalowy założony latem 2002 r. z inicjatywy Dave'a Nightfighta, Joe Boneshakera oraz Luke'a The Idola. Zespół wydał 6 albumów studyjnych.

## Muzycy
- Dave Nightfight - śpiew, gitara basowa (od 2002)
- Joe Boneshaker - gitara (od 2002)
- Luke The Idol - perkusja (od 2002)

## Dyskografia

### Albumy studyjne
- 2006 We Will Fight! (My Graveyard Productions, Trinity Records)
- 2008 Devasterpiece (My Graveyard Productions)
- 2011 Millennium Re-Burn (My Graveyard Productions)
- 2012 Back in 2066 (Pure Steel Records)
- 2014 Fast and Glorious (Pure Steel Records)
- 2017 Italian History VI (Pure Steel Records)

### Dema
- 2002 Animal Thing
- 2003 Sound Of Rust
- 2004 Extermination
- 2010 Make A Party In Hell